# (100369) 1995 UX45
(100369) 1995 UX45 es un asteroide perteneciente al cinturón de asteroides, descubierto el 20 de octubre de 1995 por Eric Walter Elst desde el Sitio de Observación de Calern, Caussols, Francia.

## Designación y nombre
Designado provisionalmente como 1995 UX45.

## Características orbitales
1995 UX45 está situado a una distancia media del Sol de 2,252 ua, pudiendo alejarse hasta 2,693 ua y acercarse hasta 1,811 ua. Su excentricidad es 0,195 y la inclinación orbital 6,542 grados. Emplea 1234 días en completar una órbita alrededor del Sol.

## Características físicas
La magnitud absoluta de 1995 UX45 es 16,6.